# Perdiu de Przewalski
La perdiu de Przewalski (Alectoris magna) és una espècie d'ocell de la família dels fasiànids (Phasianidae) que habita zones rocalloses de les muntanyes del nord de la Xina.